# 海滨街道 (湛江市)
海滨街道，是中华人民共和国广东省湛江市霞山区下辖的一个乡镇级行政单位。

## 行政区划
海滨街道下辖以下地区：
海昌社区和海宁社区。